# Smälteryd (naturreservat)
Smälteryd är ett naturreservat i Marks kommun i Västra Götalands län.
Området är naturskyddat sedan 2014 och är 22 hektar stort. Reservatet omfattar branter väster om Storån och byn med detta vid Storåns mynning i nordvästra Lygnern.  Reservatet består av ädellövskog och en ekhage.

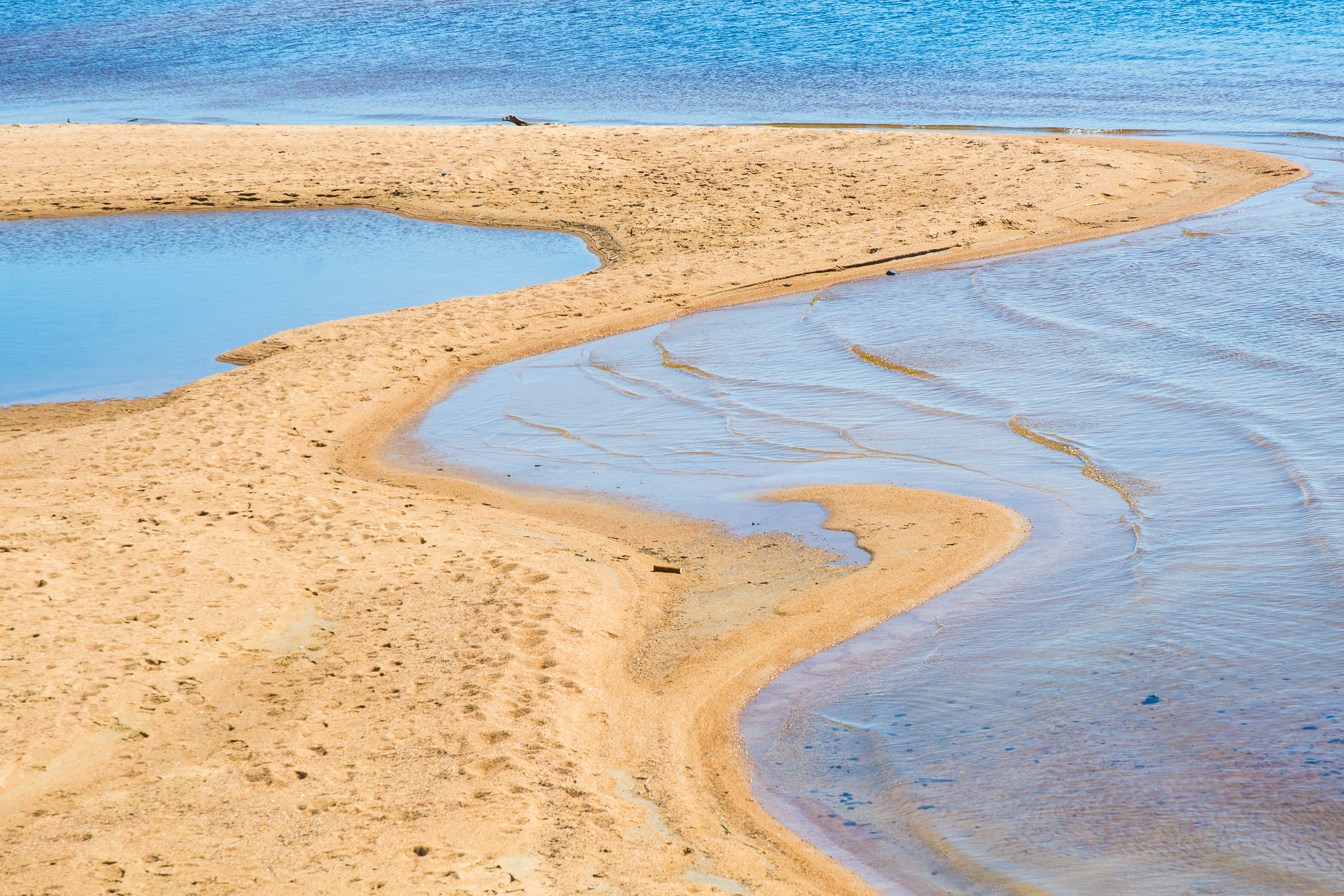
Sandstrand vid utloppet av Storån.